# Liste von Kunstwerken im öffentlichen Raum in Sitten
Dies ist eine Liste von Kunstwerken im öffentlichen Raum in Sitten. Sie enthält öffentlich zugängliche Objekte in Sitten (Kanton Wallis, Schweiz).
| Foto                       |                 | Objekt                                                                           |                          | Typ              |  |                   | Teil von         | Standort                      | Künstler     | Datierung | Beschreibung                             |
| -------------------------- | --------------- | -------------------------------------------------------------------------------- | ------------------------ | ---------------- |  | ----------------- | ---------------- | ----------------------------- | ------------ | --------- | ---------------------------------------- |
| Löwenbrunnen               | Datei hochladen | Löwenbrunnen • Fontaine du Lion                                                  | Wikidata zu Löwenbrunnen | Brunnen          |  | Brunnen           |                  | Rue du Grand-Pont ·           |              |           |                                          |
| Fontaine du Chamois        | Datei hochladen | Fontaine du Chamois                                                              |                          | Brunnen          |  | Brunnen           |                  | Koordinaten fehlen! Hilf mit. |              |           |                                          |
| St. Theodul                | Datei hochladen | St. Theodul                                                                      |                          | Statue, Brunnen  |  | Brunnen           |                  | Koordinaten fehlen! Hilf mit. |              |           |                                          |
| Fontaine                   | Datei hochladen | Fontaine                                                                         |                          | Brunnen          |  | Brunnen           |                  | Avenue du Midi ·              |              |           |                                          |
| Fontaine                   | Datei hochladen | Fontaine                                                                         |                          | Brunnen          |  | Brunnen           |                  | ·                             |              |           |                                          |
|                            | Datei hochladen | Fontaine des Aigles                                                              |                          |                  |  |                   |                  | Koordinaten fehlen! Hilf mit. |              |           |                                          |
| Büste von Maurice Troillet | Datei hochladen | Büste von Maurice Troillet                                                       |                          | Büste, Denkmal   |  | Denkmal           |                  | ·                             |              | 1966      | Denkmal für Maurice Troillet (1880-1961) |
|                            | Datei hochladen | Denkmal für Hermann Geiger                                                       |                          | Stele, Denkmal   |  | Denkmal           | Flughafen Sitten | Koordinaten fehlen! Hilf mit. |              |           | Denkmal für Hermann Geiger (1914-1966)   |
| BW                         | Datei hochladen | Monument du centenaire • Catherine; Fontaine Sainte Catherine; Katherinenbrunnen | KGS                      | Denkmal, Brunnen |  | Denkmal · Brunnen |                  | Place de la Planta ·          | James Vibert |           |                                          |